# Grisettes de Montpellier
 (décembre 2022).
Pour les articles homonymes, voir Grisette (homonymie).
Les Grisettes de Montpellier font partie des plus vieux bonbons de France. Leurs consommations remontent au Moyen Âge et servaient de monnaie d'appoint auprès des pèlerins en route pour Saint Jacques de Compostelle. Elles ont la forme de petites billes noires saupoudrées de sucre blanc.

## Histoire

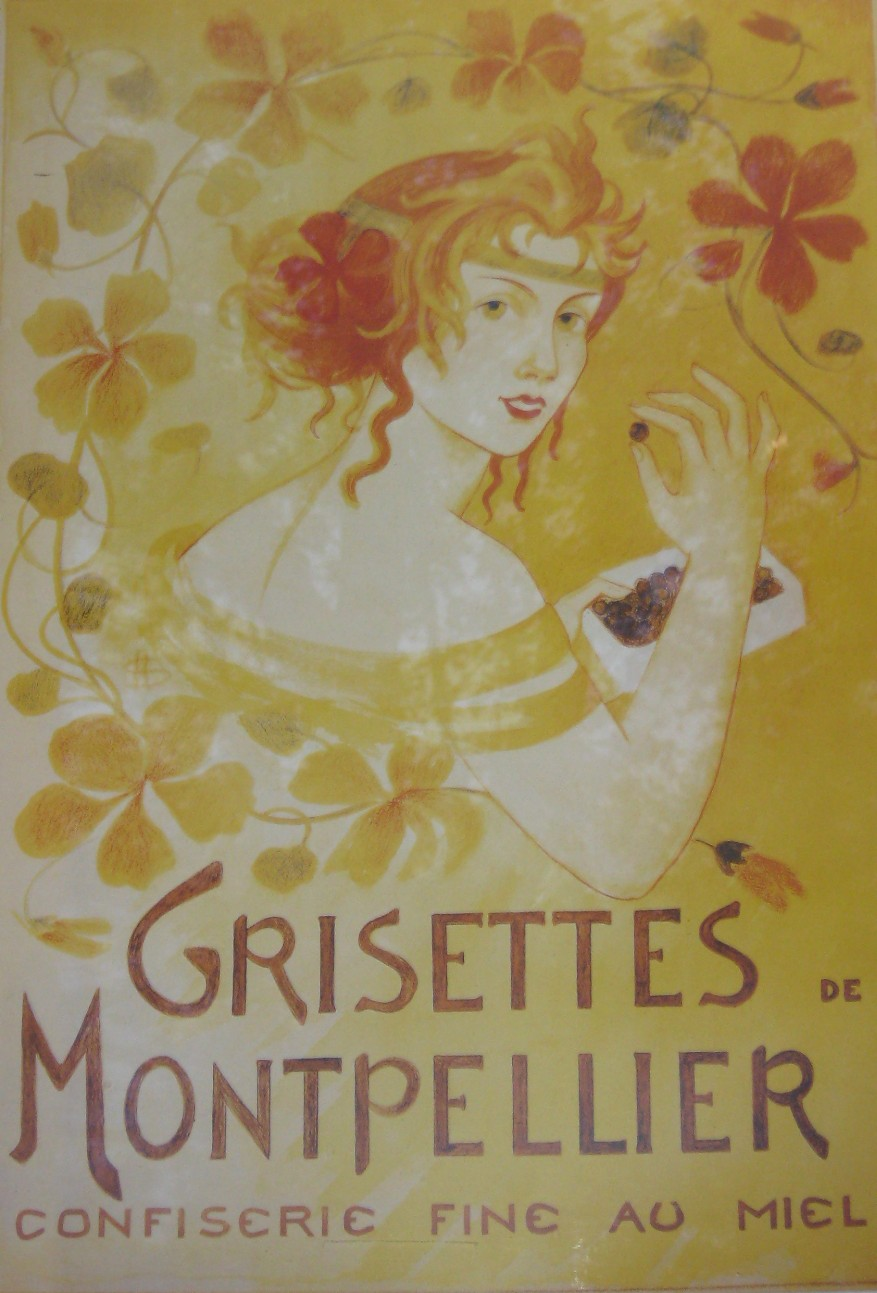
Ancienne affiche faisant la réclame pour les grisettes

Les Grisettes se situent dans la filiation des préparations des apothicaires montpelliérains, faite, depuis le Moyen Âge, à partir de la réglisse et du miel, éléments des médecines depuis l'antiquité tant en occident qu'en orient.
D'après la légende, au XIIe siècle les commerçants du quartier de Notre-Dame-des-Tables utilisaient les grisettes comme monnaie d'échange pour faire l'appoint lors des transactions avec les nombreux pèlerins allant à Saint-Jacques-de-Compostelle par le Camin Roumieu. Les arômes des petits bonbons accompagnaient et réconfortaient la longue marche de ces pèlerins où des cas d’hypertension étaient traités en consommant des Grisettes.
Les grisettes désignaient, au XIXe siècle, les « petites mains » couturières, qui valurent ce surnom aux demoiselles de Montpellier et plus largement aux « ouvrières jeunes et coquettes ».
En 1964 ou 1967, Raymond Muller trouve la recette des grisettes lors du déménagement d'un grenier des descendants de la famille de Paul Valéry. Le feuillet manuscrit d'un ancien pâtissier, daté de 1851, indiquait la recette oubliée des bonbons au miel et à la réglisse. Raymond Muller met à profit ses compétences d’ingénieur agronome et produit ces délicieuses sucreries durant 53 années avec la société « Rucher de la Hacienda ». La société de miellerie a été domiciliée à Sainte-Anastasie (Gard) et actuellement à Montferrier-sur-Lez (Hérault) et Saint-Chaptes (Gard), elle réalise d’autres confiseries locales tel que les bonbons « Rabelais de Mireval » (miel et Muscat de Mireval) et les bonbons « Bulles de Balaruc » (miel et violettes).
En 1993, le dépôt de marque sur le nom « Grisettes de Montpellier » est enregistré auprès des services de l'INPI. 
Le 29 septembre 2017, trois investisseurs ont racheté la marque de Raymond Muller. Lionel Lopez, ancien directeur du contrôle de gestion chez Nestlé, natif de Montpellier, associé avec André Sembelie, ex-président de la filiale d'eau gazeuse Source Perrier et associé avec Jean-Claude Lacaze, président du groupe Nérios et ex-figure du groupe Danone. Le consortium devient la seule structure habilitée à fabriquer des grisettes sous l’appellation « Grisettes de Montpellier  ».

## Fabrication

### Forme et ingrédients
De la taille d'un petit pois, la grisette est faite à partir de deux produits emblématiques du Languedoc : le miel, dont celui de la ville de Narbonne était réputé au XIIIe siècle et la réglisse, qui était la spécialité de la ville de Montpellier dès le XVIIIe siècle.
En 2017, les grisettes sont fabriquées par la confiserie Kubli à Morangis, en région parisienne. 
Les ingrédients de base sont le miel issu de la miellerie « Rucher de la Hacienda », et la réglisse importée de Turquie. Les nouveaux dirigeants émettent la volonté de rapatrier la fabrication localement et de modifier la composition,.
La recette actuelle des grisettes date de 1837, elle est composée de sucre, de sirop de glucose, de réglisse, d'arômes de miel et d'anéthol, d'amidon transformé de blé et de colorants E151, E104 et E129.

### Conditionnement
Sur les boîtes métalliques est représenté le monument architectural historique montpelliérain du château d'eau de la promenade du Peyrou. Les boîtes font l'objet de collections. Le fabricant a commercialisé un plateau.
- 70 g : boîte ronde ;
- 150 g : boîte hexagonale (épousant la forme du château d'eau) ;
- 250 g : petite boîte rectangulaire ;
- 400 g : grande boîte rectangulaire.

Pour des raisons de gestion, la mise en boîtes des bonbons n'est plus confiée localement à l'établissement et service d'aide par le travail (ESAT) de Castelnau-le-Lez, où sont prises en charge des personnes en situation de handicap, mais par un établissement similaire situé dans la ville de Nîmes.

## Conseils culinaires
Les Grisettes de Montpellier peuvent être utilisées dans de nombreuses recettes, telle qu'une Panna cotta ou une ganache qui viendra garnir l’intérieur des macarons. Et pour les amateurs de réglisse, on peut remplacer le sucre du café par une Grisette de Montpellier.

## Hommage
- La ZAC des Grisettes est située au Sud de la commune de Montpellier entre l'avenue du Colonel Pavelet et l'agri parc des Grisettes.